# Красненська сільська рада (Первомайський район)
Кра́сненська сільська́ ра́да — адміністративно-територіальна одиниця та орган місцевого самоврядування в Первомайському районі Харківської області. Адміністративний центр — село Красне.

## Загальні відомості
Красненська сільська рада утворена в 1992 році.
- Територія ради: 57,22 км²
- Населення ради: 1 252 особи (станом на 2001 рік)

## Населені пункти
Сільській раді підпорядковані населені пункти:
- с. Красне
- с. Задорожнє
- с. Нова Семенівка
- с. Нове
- с. Червоне

## Склад ради
Рада складається з 16 депутатів та голови.
- Голова ради: Фатєєв Василь Пилипович
- Секретар ради: Кучкова Людмила Дмитрівна

### Керівний склад попередніх скликань
| Прізвище, ім'я, по батькові | Основні відомості                                                         | Дата обрання | Дата звільнення |
| --------------------------- | ------------------------------------------------------------------------- | ------------ | --------------- |
| Фатєєв Василь Пилипович     | Сільський голова, 1949 року народження, освіта вища, член Народної партії | 26.03.2006   | 31.10.2010      |
| Фатєєв Василь Пилипович     | Сільський голова, 1949 року народження, освіта вища, член Партії регіонів | 31.10.2010   |                 |

Примітка: таблиця складена за даними сайту Верховної Ради України

### Депутати
За результатами місцевих виборів 2010 року депутатами ради стали:

#### За суб'єктами висування
| Суб'єкт висування                                       | Кількість обраних депутатів | %    |
| ------------------------------------------------------- | --------------------------- | ---- |
| Партія регіонів                                         | 8                           | 50   |
| Самовисування                                           | 4                           | 25   |
| Політична партія Всеукраїнське об'єднання «Батьківщина» | 3                           | 18,8 |
| Соціалістична партія України                            | 1                           | 6,3  |

#### За округами
| № округу                                                | Прізвище, ім'я, по батькові    | Дата визнання обраним | Освіта             | Партійна приналежність                        | Відомості про обраного депутата                    |
| ------------------------------------------------------- | ------------------------------ | --------------------- | ------------------ | --------------------------------------------- | -------------------------------------------------- |
| Партія регіонів                                         |                                |                       |                    |                                               |                                                    |
| 1                                                       | Курьянова Світлана Анатоліївна | 01.11.2010            | вища               | член Партії регіонів                          | Красненська сільська рада, спеціаліст II категорії |
| 2                                                       | Кучкова Людмила Дмитрівна      | 01.11.2010            | вища               | член Партії регіонів                          | Красненська сільська рада, секретар                |
| 8                                                       | Таран Валентина Іванівна       | 01.11.2010            | середня спеціальна | член Партії регіонів                          | пенсіонер                                          |
| 9                                                       | Човган Валентина Григорівна    | 01.11.2010            | середня спеціальна | член Партії регіонів                          | пенсіонер                                          |
| 10                                                      | Азарова Тетяна Миколаївна      | 01.11.2010            | середня спеціальна | член Партії регіонів                          | Червонознаменівський ДНЗ, кухар                    |
| 14                                                      | Кльосов Сергій Анатолійович    | 01.11.2010            | середня спеціальна | член Партії регіонів                          | Красненська сільська рада, водій                   |
| 15                                                      | Стоянська Євдокія Андріївна    | 01.11.2010            | середня спеціальна | член Партії регіонів                          | пенсіонер                                          |
| 16                                                      | Мулявко Яків Анатолійович      | 01.11.2010            | середня спеціальна | член Партії регіонів                          | тимчасово не працює                                |
| Політична партія Всеукраїнське об'єднання «Батьківщина» |                                |                       |                    |                                               |                                                    |
| 4                                                       | Кучма Іван Олександрович       | 01.11.2010            | вища               | член Всеукраїнського об'єднання «Батьківщина» | тимчасово не працює                                |
| 7                                                       | Пономарьова Ірина Геннадіївна  | 01.11.2010            | вища               | член Всеукраїнського об'єднання «Батьківщина» | Більшовицька гімназія, вчитель                     |
| 12                                                      | Мулявко Марина Миколаївна      | 01.11.2010            | вища               | член Всеукраїнського об'єднання «Батьківщина» | тимчасово не працює                                |
| Соціалістична партія України                            |                                |                       |                    |                                               |                                                    |
| 6                                                       | Мікуліна Світлана Анатоліївна  | 01.11.2010            | вища               | член Соціалістичної партії України            | Червонознаменівська загальноосвітня школа, вчитель |
| Самовисування                                           |                                |                       |                    |                                               |                                                    |
| 3                                                       | Бабіна Тетяна Володимирівна    | 01.11.2010            | вища               | позапартійна                                  | Червонознаменівська загальноосвітня школа, вчитель |
| 5                                                       | Чобану Світлана Григорівна     | 01.11.2010            | середня спеціальна | член Партії регіонів                          | Красненська сільська рада, спеціаліст              |
| 11                                                      | Кесарєв Станіслав Вікторович   | 01.11.2010            | середня спеціальна | член Партії регіонів                          | тимчасово не працює                                |
| 13                                                      | Дурнєва Людмила Вікторівна     | 01.11.2010            | вища               | позапартійна                                  | Червонознаменівська загальноосвітня школа, вчитель |